# 科洛德基夫卡
49°52′28″N 35°39′19″E / 49.87444°N 35.65528°E
科洛德基夫卡（烏克蘭語：Колодківка）是位於烏克蘭東部的村莊，由哈爾科夫州博霍杜希夫區的瓦爾基市鎮負責管轄。該村始建於1690年，面積0.88平方公里，海拔高度186米，2001年人口10，人口密度每平方公里11.4人。